# Soluto
È definito soluto il composto che contribuisce a far parte di una soluzione assieme al solvente. In particolare il soluto è il componente della soluzione il cui stato di aggregazione è differente da quello della soluzione stessa.
In genere si intende come soluto un composto liquido, solido o gassoso uniformemente disperso in forma ionica in un solvente liquido: questa definizione è però controversa, in quanto almeno nel campo della metallurgia si parla di soluzione solida, ossia di solidi disciolti durante una precedente liquefazione degli stessi e successivamente solidificati.
Nei casi più comuni, in cui il solvente è acqua ed il soluto è un solido, viene detto soluto il solido uniformemente disperso, e passato in fase liquida. In tal caso il soluto si presenta in forma ionica nella soluzione.

## Soluti ionofori e soluti ionogeni

Uno ione solvatato (Na^{+}) ottenuto per solvatazione di un soluto ionoforo (cloruro di sodio) in un solvente (acqua).

A seconda del comportamento che presenta un soluto quando viene immerso in un solvente, si parla di:
- soluto ionoforo: solidi ionici (come il cloruro di sodio) costituiti da ioni aventi carica contraria; quando un soluto ionoforo è immerso in un solvente gli ioni che lo costituiscono vanno in soluzione solvatandosi, cioè si ha la formazione attorno allo ione del soluto di un guscio di ioni del solvente, aventi carica opposta allo ione centrale; ad esempio il cloruro di sodio (NaCl) in acqua si dissocia in ioni Na+ (circondati da ioni OH-) e ioni Cl- (circondati da ioni H3O+);
- soluto ionogeno: composti con legame covalente (come l'acido cloridrico); quando un soluto ionogeno è immerso in un solvente hanno luogo reazioni chimiche che producono ioni di segno opposto. Ad esempio l'acido cloridrico (HCl) in acqua (H2O) dà luogo a ioni H3O+ e ioni Cl-.